# Héliothermie

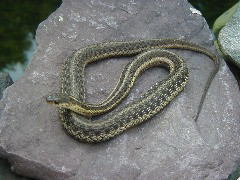
Serpent du genre Thamnophis qui effectue une thermorégulation en héliothermie.

L’héliothermie (du grec ἥλιος hếlios, « soleil », et θερμός thermós, « chaleur ») est un mode de thermorégulation par exploitation de la chaleur qui consiste à augmenter sa température corporelle en s'exposant au Soleil. Ce mode qui récupère la chaleur du rayonnement solaire s'oppose à la thigmothermie, réchauffement par conduction par contact avec un substrat chaud. 
Il existe un grand nombre de comportements de thermorégulation, depuis l'organisme thermoconformeur à l'organisme thermorégulateur « parfait » capable de maintenir sa température cible indépendamment des conditions environnementales. Cependant, la thermorégulation est un processus complexe, si bien que la majorité des invertébrés ectothermes terrestres sont des thermorégulateurs imparfaits se distribuant le long de ce continuum. Les animaux poïkilothermes terrestres peuvent s'adapter sans besoin d'évoluer grâce à leur plasticité phénotypique, en ajustant leur température corporelle par l'adoption d'une stratégie héliothermique (espèces qui ont accès au rayonnement solaire) et thigmothermique (espèces qui ont un accès limité : organismes nocturnes, organismes diurnes vivant dans des habitats forestiers).

## Stratégies
Cette capacité est particulièrement utilisée par les animaux poïkilothermes terrestres comme les reptiles et les amphibiens, qualifiés à tort d'animaux « à sang froid », et qui initient leur journée par une période de régulation de durée variable. Cette stratégie de thermorégulation est également observée chez les insectes. Leur thermorégulation comportementale (en) les amène à rechercher les meilleures zones d'exposition au soleil (papillons, fourmis qui sélectionnent des itinéraires  ensoleillés, libellules et mouches à toison qui choisissent des perchoirs exposés au soleil),.
L'héliothermie est également mise à profit par les homéothermes tels que les oiseaux. Certains auteurs distinguent chez ces vertébrés le fait de se chauffer au soleil (sun basking) qui a une fonction thermorégulatrice, et s'exposer au soleil (sun exposure) qui a une autre fonction.

## Galerie
| |
| Les Pieris utilisent la posture en V de leurs ailes au fort pouvoir réflecteur pour renvoyer la lumière sur le thorax noir qui abrite les muscles du vol. Cette posture formant un angle de 17° peut bio-inspirer des ingénieurs cherchant à améliorer le rendement des panneaux solaires. |

| |
| L'interprétation la plus classique de la posture typique des Cormorans est que l'oiseau marin sèche ses ailes, ce qui est peu vraisemblable. D'autres interprétations ont été proposées, comme celle d'un mécanisme de thermorégulation pour compenser les pertes thermiques lors des plongées en saison froide, utiliser la chaleur dégagée par la contraction des muscles alaires pour réchauffer son bol alimentaire et accélérer la digestion des proies |

| |
| Un reptile peut alterner entre une stratégie héliothermique et thigmothermique au cours de la journée, comportement qui résulte d'un compromis entre coûts (risque de prédation, temps alloué, dépenses énergétiques associées à la recherche de sites favorables de thermorégulation) et bénéfices (optimisation énergétique en améliorant ses capacités de détection et de capture des proies, en diminuant sa durée de digestion tout en améliorant leur assimilation, en améliorant ses capacités de locomotion et ses éventuelles possibilités de reproduction). |